# Floursies
 Floursies là một xã ở tỉnh Nord trong vùng Hauts-de-France, Pháp.

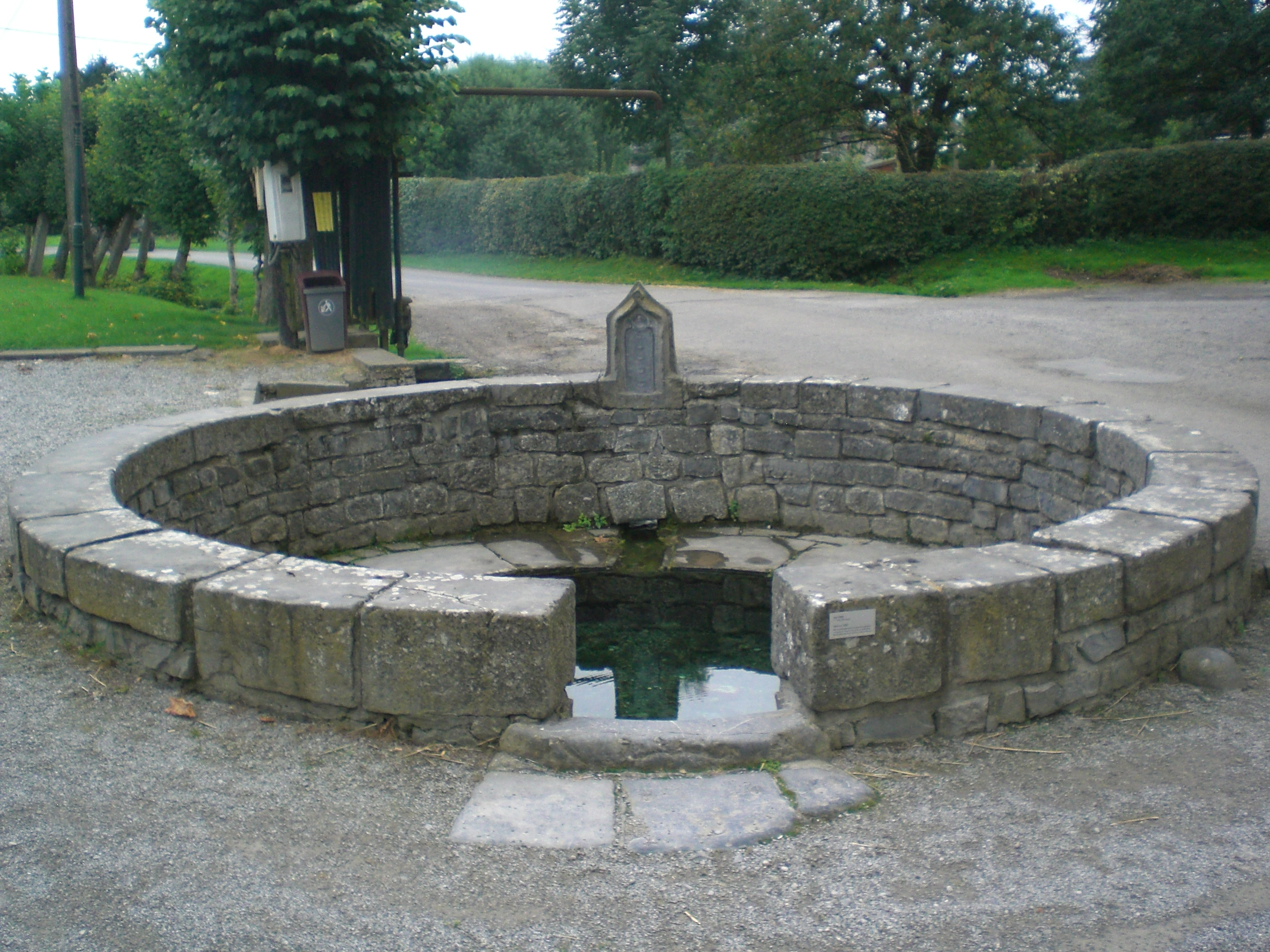
St. Eloi Fountain